# Paramount Tower Hotel & Residences
 (septembre 2022).
La Paramount Tower Hotel & Residences est un gratte-ciel situé à Business Bay à Dubaï aux Émirats arabes unis, à 1,4 km de Burj Khalifa et de Dubaî Mall. Ils s'élève à 258 mètres pour 65 étages. Son achèvement a eu lieu en 2021. L'hôtel 5 étoiles a été inauguré en février 2022 et occupe les 25 premiers étages. L'hôtel a une thématique du cinéma hollywoodien des années 1930 à 1960 (Paramount). Les étages supérieurs sont occupés par des appartements résidentiels.
Caractéristiques de l'hôtel
- 4 restaurants et bars/salon
- Spa proposant des soins complets
- Salle de Fitness
- Piscine extérieure à débordement sur le toit (type "rooftop") avec une vue sur la tour la plus haute du monde Burj Khalifa

Ce gratte-ciel fait suite au succès de l'ensemble DAMAC Towers by Paramount et est un investissement DAMAC Properties Co., une entreprise d'investissement immobilier à Dubai.